# Гвоздев-Ростовский, Иван Фёдорович
Князь Иван Фёдорович Гвоздев-Ростовский (ум. 1571) — дворянин московский, рында и голова, старший сын князя Фёдора Дмитриевича Гвоздя Приимкова-Ростовского, родоначальника князей Гвоздевы-Ростовские.

## Биография
В 1544 году 7-й голова в Государевом стане в походе на Полоцк. В 1555 году прислан из Астрахани к Ивану IV Васильевичу Грозному с известием. В 1564 году рында со вторым государевым копьём, а после с государевой рогатиной в походе под Полоцк. В сентябре 1568 года 7-й голова в Новгородском государевом стане, в походе против польского короля.
В 1571 году князь Иван Фёдорович Гвоздев-Ростовский был головой «по крымским вестям». Осенью того же года по приказу Ивана Грозного князь Иван Гвоздев-Ростовский был казнен вместе с царским любимцем Григорием Григорьевичем Меньшим Грязным и с несколькими другими лицами, по подозрению в отравлении Марфы Васильевны Собакиной, третьей жены царя.
Его единственный сын — стольник Василий Иванович Гвоздев-Ростовский